# Пал Ердеш
Пал Ердеш, такође Пол Ердеш, (26. март 1913 — 20. септембар 1996) је био изразито плодан (и чувено ексцентричан) мађарски математичар, који је са стотинама сарадника радио на проблемима комбинаторике, теорије графова, теорије бројева, класичне анализе, теорије апроксимације, теорије скупова и теорије вероватноће.

## Биографија
Рођен је у Будимпешти у Мађарској. Претходна деца његових родитеља (Ана и Лајош Ердеш) су умрла са 3 и 5 година, тако да је Пал био син јединац. Оба његова родитеља су била јеврејски математичари, из живе интелектуалне заједнице. Са 3 године је научио да сабира, а са 4 је за пријатеље, и чланове породице рачунао колико секунди су стари. Ердеш се рано истакао као надарено дете, и убрзо су у математичким круговима почели да га сматрају генијем.
1934, је стекао титулу доктора математике. Због пораста антисемитизма, исте године се преселио у Манчестер, у Енглеску, где је отишао као гостујући предавач. 1938, је добио прву позицију у Америци, на универзитету Принстон. У ово време је почео да развија своју навику путовања од кампуса до кампуса. Не би дуго остајао на једном месту, и путовао је од једне до друге математичке институције до краја живота.
Ствари нису пуно значиле Ердешу; већина његових личних ствари је могла да стане у кофер, што је било у складу са његовим путујућим животом. Награде, и друге зараде је обично донирао људима којима је била потребна помоћ, или у разне добротворне сврхе. Већину свог живота је провео као вагабунда, путујући између научних конференција и домова колега широм света. Обично би се појавио на вратима куће неког колеге, и изјавио „мој мозак је отворен“, остајући довољно дуго да заједнички са домаћином припреми неколико радова, пре него што би пар дана касније отишао даље. Често би тренутног сарадника питао кога следећег да посети. Његов радни стил су хумористично описивали као обилазак уланчане листе.
Његов колега Алфред Рењи (Alfréd Rényi) је рекао: „математичар је машина за претварање кафе у теореме“, а Ердеш је кафу пио у великим количинама. (Овај цитат се често приписује Ердешу, али је његов аутор вероватно Рењи.) Након 1971, такође је узимао амфетамине, упркос забринутости својих пријатеља. Један од тих пријатеља, Роналд Грејем се кладио са њим у 500 долара да Ердеш није способан да престане са узимањем пилула на месец дана. Ердеш је победио у опклади, али се пожалио како је математика уназађена за месец дана: „Раније, кад бих погледао у празан лист папира, мој ум би се испунио идејама. Сада, све шта видим је празан лист папира“. Када је победио у опклади, Ердеш је одмах наставио са конзумирањем амфетамина.
Ердеш се необично изражавао: говорио је о Књизи, имагинарној књизи, у коју је Бог записао најбоље и најелегантније доказе математичких теорема. На предавању 1985, је рекао „Не морате да верујете у Бога, али би требало да верујете у Књигу“. Он сам је сумњао у постојање Бога, кога је називао врховним фашистом (СФ - Supreme Fascist), али је оптуживао СФ, да је сакрио његове чарапе, и мађарске пасоше, и да је најелегантније математичке доказе задржао за себе. Када би видео посебно леп математички доказ, узвикнуо би: „Овај је из Књиге!“.
Следи још примера његовог чудног говора: децу је ословљавао као епсилоне (у математици произвољно мали број већи од нуле); жене су биле шефови; мушкарци - робови; за људе који су престали да се баве математиком је говорио да су умрли; за умрле је говорио да су отишли; алкохолна пића су била отров; музика - бука; а математичко предавање је било проповед. Такође, све земље за које је сматрао да не пружају слободу појединцима све док ови не угрожавају неког другог је називао империјалистичким, и давао им имена са малим почетним словом. На пример, САД су биле семостан (по Ујка Сему), Совјетски Савез је био џостан (по Јосифу Стаљину - на енглеском Џозеф), а Израел је био израел. За свој епитаф је предложио: „Коначно сам престао да постајем глупљи“. (мађарски: Végre nem butulok tovább).
Умро је у акцији, од срчаног удара, 20. септембра, 1996, са 83 године, док је присуствовао конференцији у Варшави. Ердеш се није женио, нити је оставио потомство. Након што је Ердеш отишао, издата је књига Докази из Књиге, са намером да буде колекција најлепших математичких доказа, у Ердешевом духу.

## Математички рад
Ердеш је био један од најактивнијих математичара што се тиче објављивања радова у математичкој историји. Плоднији од њега је био само Леонард Ојлер. Написао је око 1.500 математичких радова, већину са ко-ауторима. Имао је око 500 сарадника, и чврсто је веровао да је математика социјална активност (и очигледно ју је практиковао на овај начин).
Од његових доприноса, развој Рамзијеве теорије, и примена вероватносног метода се посебно истичу. Ердеш је нашао доказ за Бертранов постулат, за који се испоставило да је био много елегантнији од оригиналног Чебишевљевог. Такође је нашао елементарни доказ за Теорему о простим бројевима, заједно са Атле Селбергом.

## Сарадници
Међу честим Ердешовим сарадницима су били
- Јусеф Алави (Yousef Alavi)
- Бела Болобаш (Béla Bollobás)
- Стефан Бур (Stefan Burr)
- Фан Чунг (Fan Chung)
- Ралф Фодри (Ralph Faudree)
- Рон Грејем (Ron Graham)
- Андрас Ђарфаш (András Gyárfás)
- Андрас Хајнал (András Hajnal)
- Ерик Милнер (Eric Milner)
- Јанош Пах (János Pach)
- Карл Померанс (Carl Pomerance)
- Ричард Радо (Richard Rado), (један од коаутора чувене Ердеш-Ко-Радо теореме),
- Алфред Рењи (Alfréd Rényi)
- Војтех Редл (Vojtech Rődl)
- Ц. Ц. Русо (C. C. Rousseau)
- Андраш Саркози (Andras Sárközy)
- Дик Шелп (Dick Schelp)
- Миклош Шимоновиц (Miklós Simonovits)
- Вера Шош (Vera Sós)
- Џоел Спенцер (Joel Spencer)
- Ендре Семереди (Endre Szemerédi)
- Пол Туран (Paul Turán)
- Питер Винклер (Peter Winkler)

Академик САНУ проф. Александар Ивић је објавио осам заједничких радова са Палом Ердешом.

## Ердешев број
Због огромног опуса, његови пријатељи су смислили Ердешев број као шаљиву почаст Ердешу; сам Ердеш има број 0, док његови непосредни сарадници (они са којима је Ердеш објавио бар један рад) имају број 1. Сарадници носилаца броја 1 имају Ердешев број 2, и тако даље. Неке процене говоре да 90% активних математичара на свету има Ердешев број мањи од 8. У шали се каже да чувени бејзбол играч Хенк Арон има Ердешев број 1, јер су обојица потписали исту лоптицу за бејзбол када је Универзитет Ејмори обојици доделио почасне титуле истог дана. Ердешеви бројеви су такође шаљиво додељени беби, коњу, и неколицини глумаца. (За више детаља погледати Пројекат проширених Ердешевих бројева )

## DVD збирка Ердешевих радова
DVD збирка његових списа је сакупљена, али још није доступна, јер аутори DVD-а тренутно преговарају како би добили дозволе од часописа у којима су радови објављени.